# Silvia Coleman
Silvia Coleman è un gruppo discografico che rientra nell'ambito della dance degli anni novanta.
Dietro lo pseudonimo vi erano Alessandro Gilardi, Claudio Varola, Michele Comis già attivi con il gruppo U.s.u.r.a., Giordano Trivellato ed il produttore Walter Cremonini.
La voce era della cantante Laura Piccinelli.

## Storia
Nel 1991 è stato pubblicato il singolo d'esordio, Into the Night (Taira Taira), seguito nel 1992 dal brano Get On Up. Nel 1993 esce Allright, che nel giro di poco tempo diventa un brano riempipista. Maggiore successo venne ottenuto dai singoli All Around the World e Take My Breath Away, usciti nel 1994, che hanno raggiunto rispettivamente la diciassettesima e la diciottesima posizione della classifica italiana dei singoli.
In seguito è stato pubblicato anche il singolo Feeling Now the Music.
I brani musicali incisi sotto lo pseudonimo Silvia Coleman sono stati inseriti in un'ottantina di raccolte musicali di genere dance.

## Discografia

### Singoli
- 1991 - Into The Night (Taira Taira)
- 1992 - Get On Up
- 1993 - Allright
- 1994 - All Around the World
- 1994 - Take My Breath Away
- 1994 - Feeling Now the Music